# Liste der Monuments historiques in La Garnache
Die Liste der Monuments historiques in La Garnache führt die Monuments historiques in der französischen Gemeinde La Garnache auf.

## Liste der Bauwerke
| Bezeichnung         | Beschreibung | Standort                    | Kennzeichnung | Schutzstatus | Datum | Bild           |
| ------------------- | ------------ | --------------------------- | ------------- | ------------ | ----- | -------------- |
| Butte Cavalière     |              | (Lage)                      | PA00110126    | Inscrit      | 1960  |                |
| Schloss             |              | (Lage)                      | PA00110123    | Inscrit      | 1925  | weitere Bilder |
| Maison de Charrette |              | (Lage)                      | PA00110124    | Inscrit      | 1975  |                |
| Pierre du diable    |              | La Grande-Esmonnière (Lage) | PA00110125    | Classé       | 1934  |                |